# Niviventer mekongis
Niviventer mekongis — вид пацюків (Rattini), що живе в таких країнах: Китай, В'єтнам, Лаос.

## Таксономічні примітки
Відокремлений від N. huang (раніше синонім N. fulvescens).